# Görögország a 2002. évi téli olimpiai játékokon
Görögország az egyesült államokbeli Salt Lake Cityben megrendezett 2002. évi téli olimpiai játékok egyik részt vevő nemzete volt. Az országot az olimpián 5 sportágban 10 sportoló képviselte, akik érmet nem szereztek.

## Alpesisí
Férfi
| Versenyző               | Versenyszám            | 1. futam | 1. futam | 2. futam | 2. futam | Összesítés    | Összesítés    |
| Versenyző               | Versenyszám            | Idő      | Hely.    | Idő      | Hely.    | Idő           | Helyezés      |
| ----------------------- | ---------------------- | -------- | -------- | -------- | -------- | ------------- | ------------- |
| Vaszíliosz Dimitriádisz | Műlesiklás             | 55,24    | 35.      | kizárták | kizárták | kiesett       | kiesett       |
| Vaszíliosz Dimitriádisz | Óriás-műlesiklás       | 1:19,30  | 58.      | 1:16,85  | 43.      | 2:36,15       | 43.           |
| Vaszíliosz Dimitriádisz | Szuperóriás-műlesiklás |          |          |          |          | nem ért célba | nem ért célba |

Női
| Versenyző          | Versenyszám | 1. futam | 1. futam | 2. futam | 2. futam | Összesítés | Összesítés |
| Versenyző          | Versenyszám | Idő      | Hely.    | Idő      | Hely.    | Idő        | Helyezés   |
| ------------------ | ----------- | -------- | -------- | -------- | -------- | ---------- | ---------- |
| Konsztandína Kútra | Műlesiklás  | 1:09,19  | 47.      | 1:09,41  | 37.      | 2:18,60    | 37.        |

## Biatlon
Férfi
| Versenyző                 | Versenyszám  | Lövőhiba    | Időeredmény | Helyezés |
| ------------------------- | ------------ | ----------- | ----------- | -------- |
| Sztávrosz Hrisztoforídisz | 10 km sprint | 2 (1+1)     | 31:51,4     | 85.      |
| Sztávrosz Hrisztoforídisz | 20 km egyéni | 5 (2+1+0+2) | 1:08:09,5   | 85.      |

Női
| Versenyző       | Versenyszám   | Lövőhiba    | Időeredmény | Helyezés |
| --------------- | ------------- | ----------- | ----------- | -------- |
| Dészpina Vaváci | 7,5 km sprint | 2 (0+2)     | 27:11,3     | 70.      |
| Dészpina Vaváci | 15 km egyéni  | 7 (0+2+1+4) | 1:04:39,4   | 68.      |

## Bob
Férfi
| Versenyző                               | Versenyszám | 1. futam | 1. futam | 2. futam | 2. futam | 3. futam | 3. futam | 4. futam | 4. futam | Összesítés | Összesítés |
| Versenyző                               | Versenyszám | Idő      | Hely.    | Idő      | Hely.    | Idő      | Hely.    | Idő      | Hely.    | Idő        | Helyezés   |
| --------------------------------------- | ----------- | -------- | -------- | -------- | -------- | -------- | -------- | -------- | -------- | ---------- | ---------- |
| John-Andrew Kambanis Joánisz Livadítisz | Kettes      | 49,03    | 31.      | 49,06    | 31.      | 49,60    | 32.      | 48,97    | 30.      | 3:16,66    | 31.        |

## Sífutás
Férfi
| Versenyző                         | Versenyszám | Selejtező | Selejtező | Negyeddöntő | Negyeddöntő | Elődöntő | Elődöntő | B döntő | B döntő | Döntő   | Döntő    |
| Versenyző                         | Versenyszám | Idő       | Hely.     | Idő         | Hely.       | Idő      | Hely.    | Idő     | Hely.   | Idő     | Helyezés |
| --------------------------------- | ----------- | --------- | --------- | ----------- | ----------- | -------- | -------- | ------- | ------- | ------- | -------- |
| Elefthériosz „Leftérisz” Fáfalisz | Sprint      | 3:01,98   | 41.       | kiesett     | kiesett     | kiesett  | kiesett  | kiesett | kiesett | kiesett | 40.      |
| Elefthériosz „Leftérisz” Fáfalisz | 15 km       |           |           |             |             |          |          |         |         | 46:17,9 | 65.      |

| Versenyző                         | Versenyszám              | 10 km klasszikus | 10 km klasszikus | 10 km szabad | 10 km szabad | Helyezés |
| Versenyző                         | Versenyszám              | Idő              | Hely.            | Időhátrány   | Idő          | Helyezés |
| --------------------------------- | ------------------------ | ---------------- | ---------------- | ------------ | ------------ | -------- |
| Elefthériosz „Leftérisz” Fáfalisz | 10 + 10 km üldözőverseny | 31:11,7          | 68.              | kiesett      | kiesett      | kiesett  |

Női
| Versenyző         | Versenyszám | Selejtező | Selejtező | Negyeddöntő | Negyeddöntő | Elődöntő | Elődöntő | B döntő | B döntő | Döntő   | Döntő    |
| Versenyző         | Versenyszám | Idő       | Hely.     | Idő         | Hely.       | Idő      | Hely.    | Idő     | Hely.   | Idő     | Helyezés |
| ----------------- | ----------- | --------- | --------- | ----------- | ----------- | -------- | -------- | ------- | ------- | ------- | -------- |
| Katerína Balkambá | Sprint      | 4:06,99   | 57.       | kiesett     | kiesett     | kiesett  | kiesett  | kiesett | kiesett | kiesett | 57.      |

| Versenyző         | Versenyszám            | 5 km klasszikus | 5 km klasszikus | 5 km szabad | 5 km szabad | Helyezés |
| Versenyző         | Versenyszám            | Idő             | Hely.           | Időhátrány  | Idő         | Helyezés |
| ----------------- | ---------------------- | --------------- | --------------- | ----------- | ----------- | -------- |
| Katerína Balkambá | 5 + 5 km üldözőverseny | 18:48,9         | 71.             | kiesett     | kiesett     | kiesett  |

## Szkeleton
| Versenyző                    | Versenyszám | 1. futam | 1. futam | 2. futam | 2. futam | Összesítés | Összesítés |
| Versenyző                    | Versenyszám | Idő      | Hely.    | Idő      | Hely.    | Idő        | Helyezés   |
| ---------------------------- | ----------- | -------- | -------- | -------- | -------- | ---------- | ---------- |
| Mihálisz Panajótisz Vudúrisz | Férfi       | 54,11    | 24.      | 54,33    | 23.      | 1:48,44    | 23.        |
| Cindy Ninos                  | Női         | 54,54    | 13.      | 54,74    | 13.      | 1:49,28    | 13.        |